# Zgoda (województwo zachodniopomorskie)
Zgoda (niem. Louisenthal) – wieś w Polsce położona w województwie zachodniopomorskim, w powiecie myśliborskim, w gminie Myślibórz.
W latach 1975–1998 miejscowość należała administracyjnie do województwa gorzowskiego.